# تيد واشنطن
تيد واشنطن (بالإنجليزية: Ted Washington)‏ هو لاعب كرة قدم أمريكية أمريكي، ولد في 13 أبريل 1968 في تامبا في الولايات المتحدة.

## وصلات خارجية
- تيد واشنطن على موقع مرجع كرة القدم المحترفة.كوم (الإنجليزية)